# Bernard av Barcelona
Bernard av Barcelona, död 878, var regerande greve av Barcelona mellan 865 och 878.
Han slöt en allians med Boso av Provence mot kungen och deltog i ett uppror mot denne från 877 till sin död.